# Мастихін

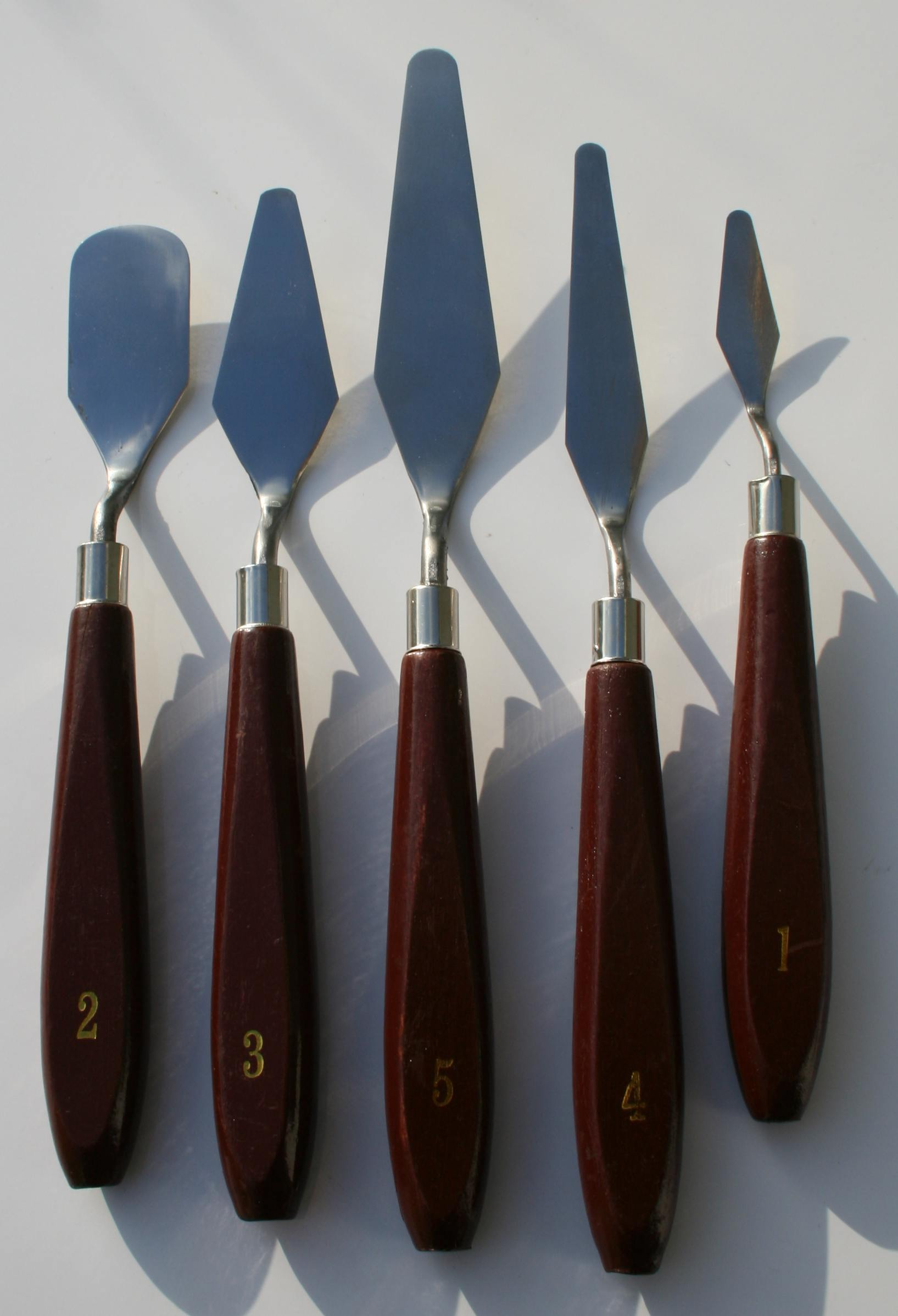
Мастихіни з різними лезами

Мастихі́н (від італ. mestichino — «шпатель») — художній шпатель різних розмірів з тонкою довгастою сталевою стекою. Використовується для змішування олійних фарб, для нанесення фарб з туб на палітру, для очищення палітри від залишків фарби і видалення помилково нанесених мазків. Існує також техніка малярства мастихіном, при якій фарбу наносять на основу не пензлем, а мастихіном, що дає можливість утворити нові, цікаві візерунки.

## Техніка роботи
Техніка роботи мастихіном має суттєву відмінність від техніки пензлем. Спочатку з палітри береться трохи фарби за допомогою кінчика інструменту, потім бічною стороною леза фарба розноситься по полотну або злегка вдавлюється в полотно. Після нанесення маленьких точок фарби, необхідно отримати тонкі лінії. Для цього художнику слід провести мастихіном сильно вниз. Текстура створюється за допомогою плоского натискання лезом вниз, безпосередньо у фарбу. Робота мастихіном ідеально підійде в техніці імпасто при створенні текстури або в роботі з великими полотнами для нанесення пласких шарів фарби.